# Horne Land
Horne Land ist eine Halbinsel im Süden der dänischen Insel Fünen, nur wenige Kilometer von der Stadt Faaborg entfernt.

## Geografie
Die hügelige Halbinsel an der Dänischen Südsee liegt am Eingang zum Kleinen Belt und hat ihren Namen vom Hauptort Horne, der bereits in der Wikingerzeit (800–1050 n. Chr.) gegründet wurde. Vom Waldgebiet Svanninge Bakker aus, das nordöstlich von Svanninge am Anfang der Halbinsel liegt, hat man eine schöne Aussicht über Südwestfünen und über das südliche Inselmeer. 
Hinter dem Strand von Bøjden befindet sich das Naturreservat Bøjden Nor, das etwa 50 verschiedene Vogelarten beherbergt. Im Dyreborg Wald ist Damwild zu beobachten. Das Naturschutzgebiet Trebjerg bei Håstrup hat Fünens dritthöchsten Berg (128 m).

## Sehenswürdigkeiten
- Die Horne Kirke bei Faaborg ist die einzige (umbaute)Rundkirche Fünens, die um das Jahr 1100 n. Chr. als runde Wehrkirche erbaut wurde.
- Die Grubbe-Wind-Mühle bei Faaborg ist eine restaurierte holländische Wind- und Wassermühle, die noch betriebsbereit ist. Hier wird Korn gemahlen und über die Geschichte der Mühle berichtet.
- Zweieinhalb Dutzend Hünengräber (Knoldsborg), Dureds Høj und Dureds Vænge, Klokkehøj, (Røsehøj) die Steinkiste von Bøjden Salmager und alte Fachwerkhäuser liegen auf der Halbinsel.
- Im Schloss Hvedholm befinden sich ein alter Weinkeller sowie eine Werkstatt für Kunsthandwerker.
- Entlang der Küste gibt es kleine Fischerdörfer. In Dyreborg stehen Häuser aus dem 18. und 19. Jahrhundert. Der Ort hat einen kleinen Hafen. Die Kaleko-Mühle ist mit alten Möbeln, Werkzeugen und Hausrat aus der Gegend eingerichtet.

## Verkehr
Von Bøjden aus verkehrt täglich siebenmal am Tag die Fähre nach Fynshav auf Alsen. Von Faaborg aus fahren Fähren zu den Inseln Avernakø, Lyø und Bjørnø sowie nach Ærø.